# 圣母大学爱尔兰战士女子篮球队
圣母大学爱尔兰战士女子篮球队（英語：Notre Dame Fighting Irish women's basketball）是代表圣母大学参加国家大学体育协会（NCAA）第一级别赛事的女子篮球队， 隶属于大西洋沿岸联盟。
圣母大学女篮曾两度夺得NCAA全国冠军。2001年，由后来的WNBA球星露丝·赖利率领的圣母大学在决赛中以68比66击败普渡大学夺冠。2018年，圣母大学又在决赛中以61比58绝杀密西西比州立大学，再度荣膺全国冠军。
此外，圣母大学女篮共八次闯入NCAA最终四强（1997年、2001年、2011年、2012年、2013年、2014年、2015年、2018年）。